# Renato Treu
Renato Treu (Moggio Udinese, 5 agosto 1910 – 20 settembre 1997) è stato un politico italiano.

## Biografia
Insegnante, impegnato in politica con la Democrazia Cristiana. Dopo essere stato eletto consigliere provinciale, nel 1958 diventa Presidente della Provincia di Vicenza, carica che mantiene fino al 1967.
Nel 1968 viene eletto al Senato della Repubblica con la DC, confermando il proprio seggio anche alle elezioni del 1972 e del 1976. Conclude il mandato parlamentare nel 1979.
Muore il 20 settembre 1997 all'età di 87 anni.